# Mare Cestnik
Mare Cestnik, slovenski pisatelj, literarni kritik, urednik, prevajalec * 30. oktober 1962, Celje
Pripravlja književne kritike za 3. program Radia Slovenija. Bil je glavni in odgovorni urednik revije OtočjeO, ki jo je izdajal KUD Otočje.
Literarni kritik Matej Bogataj ga je označil za samohodca, pa tudi naslednika nepopustljive drže Vitomila Zupana. V njegovem odnosu do erotike je videl podobnost z Vinkom Möderndorferjem.